# Lampa żołędziowa

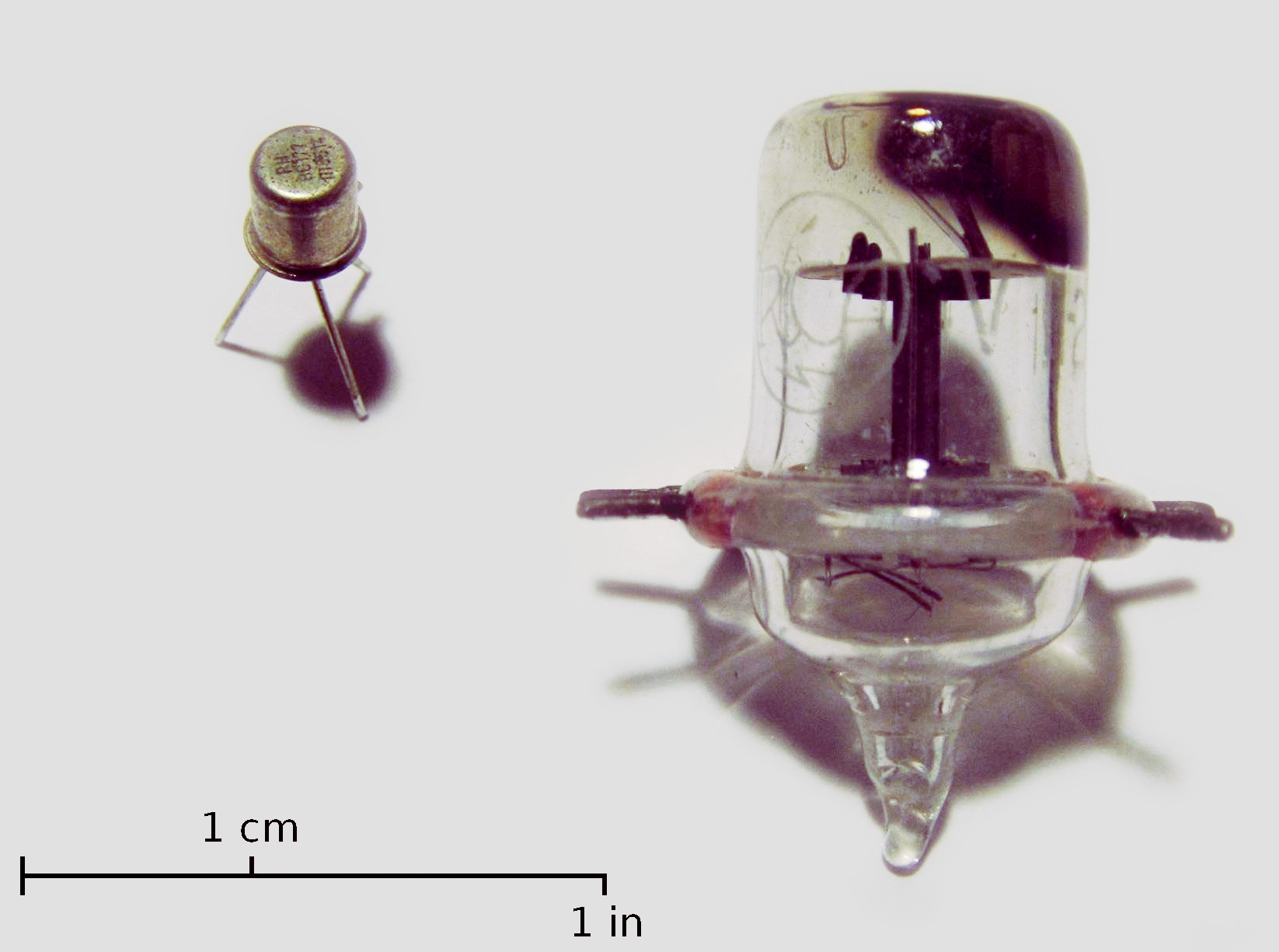
Trioda żołędziowa 955 prod. RCA (z prawej)

Lampa żołędziowa – lampa elektronowa charakteryzująca się wyprowadzeniami elektrod rozłożonymi dookoła bańki lampy. Zmniejsza to ich szkodliwą pojemność i indukcyjność i umożliwia pracę przy wyższych częstotliwościach (UKF).

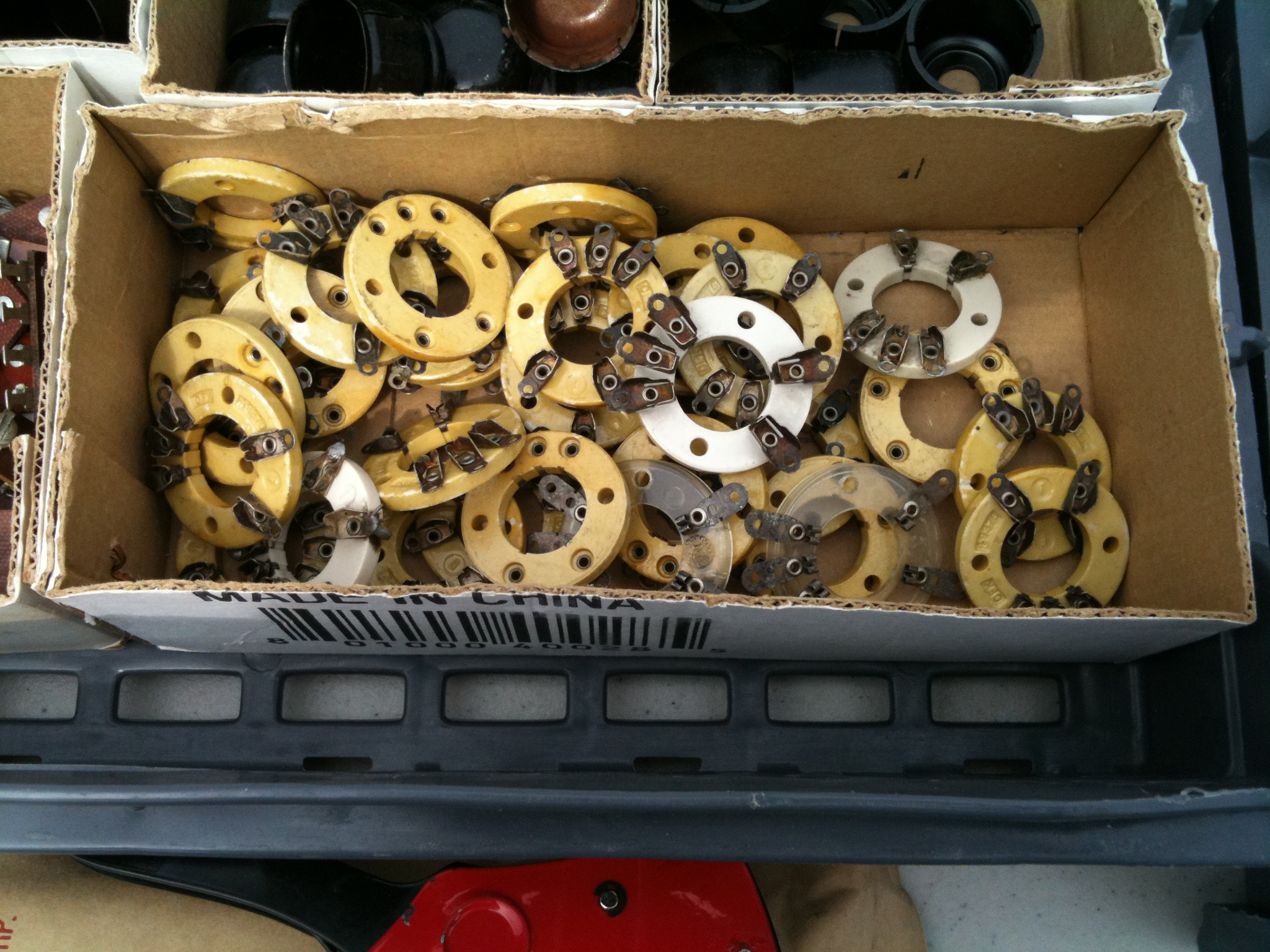
Pudełko z podstawkami do lamp żołędziowych